# Erepsia hallii
Erepsia hallii är en isörtsväxtart som beskrevs av L. Bol. Erepsia hallii ingår i släktet Erepsia och familjen isörtsväxter. Inga underarter finns listade i Catalogue of Life.